# West Point (Seattle)
Pour les articles homonymes, voir West Point.

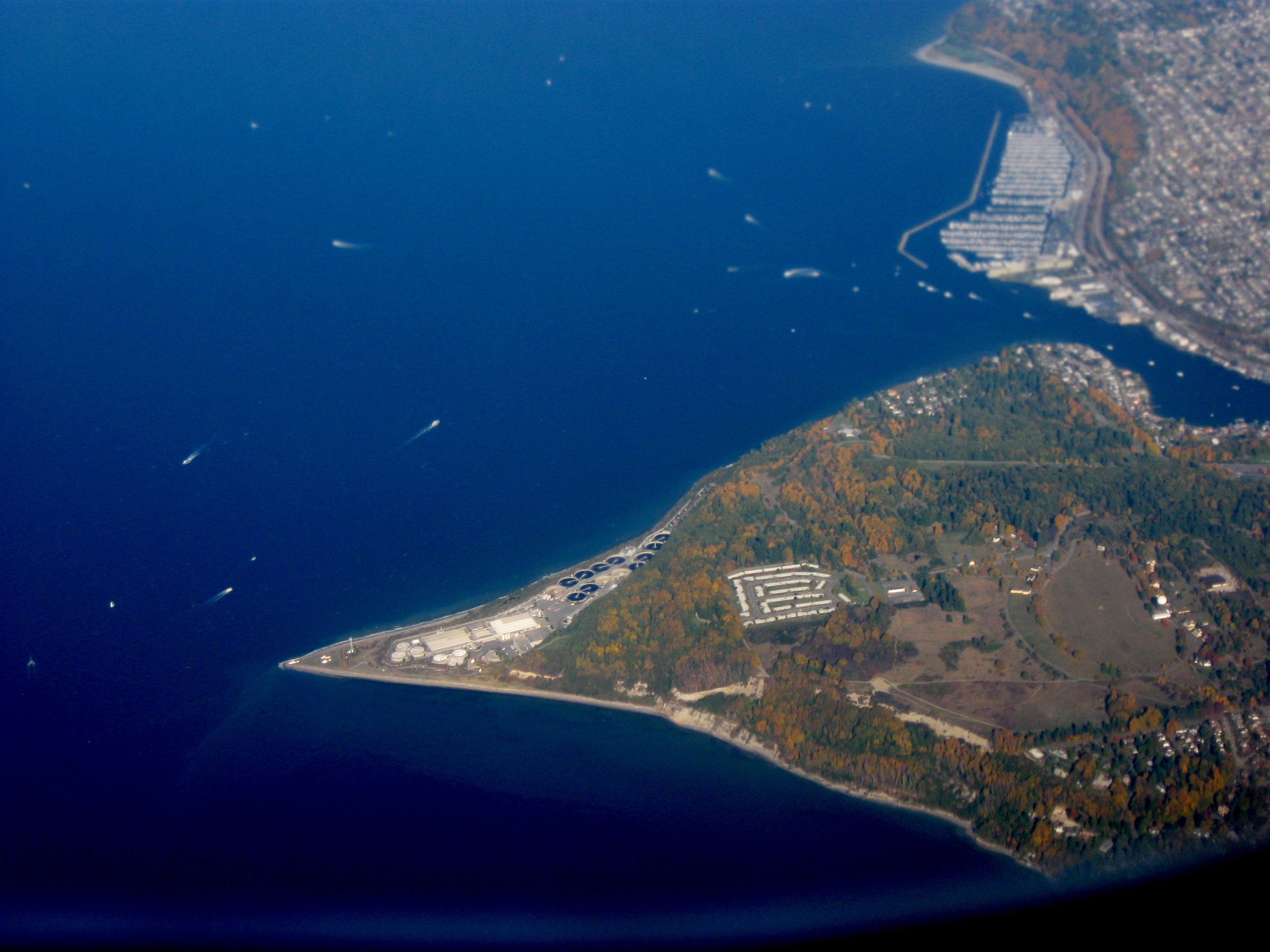
photographie aérienne de West Point

West Point est le point le plus à l'ouest de la ville de Seattle, dans l'état américain de Washington. Il s'avance dans le Puget Sound à partir de Magnolia. Il marque également l'extrémité nord de la baie Elliott. Le phare de West Point y a été édifié en 1881 : il était alors le premier phare du Puget Sound. Une station de traitement des eaux usées se trouve à proximité sur le Comté de King, ainsi que le Discovery Park, qui était l'ancien Fort Lawton de l'armée américaine. Le nom amérindien de West Point était Oka-dz-elt-cu, Per-co-dus-chule, ou Pka-dzEltcu. West Point reçut son nom actuel en 1841 par le lieutenant de l'U.S. Navy Charles Wilkes, qui commandait une expédition de reconnaissance dans la région.